# RideLondon Classique 2016
4. edycja kobiecego wyścigu kolarskiego RideLondon Classique (poprzednie edycje pod nazwą RideLondon Grand Prix) odbyła się 30 lipca 2016 roku, w Londynie w Wielkiej Brytanii. Zwyciężczynią została Holenderka Kirsten Wild, dla której było to pierwsze zwycięstwo w sezonie, wyprzedzając swoją rodaczkę Ninę Kessler oraz Kanadyjkę Leah Kirchmann.
RideLondon Classique był trzynastym w sezonie wyścigiem cyklu UCI Women’s World Tour, będącym serią najbardziej prestiżowych zawodów kobiecego kolarstwa. Zorganizowany został dzień wcześniej niż wyścig jednodniowy mężczyzn – RideLondon-Surrey Classic.

## Wyniki
| M-ce | Imię i nazwisko           | Kraj              | Drużyna              | Czas       |
| ---- | ------------------------- | ----------------- | -------------------- | ---------- |
| 1.   | Kirsten Wild              | Holandia          | Team Hitec Products  | 1h 28' 12" |
| 2.   | Nina Kessler              | Holandia          | Lensworld.eu–Zannata | + 0"       |
| 3.   | Leah Kirchmann            | Kanada            | Liv–Plantur          | + 0"       |
| 4.   | Lucinda Brand             | Holandia          | Rabo Liv             | + 0"       |
| 5.   | Maria Giulia Confalonieri | Włochy            | Lensworld.eu–Zannata | + 0"       |
| 6.   | Joëlle Numainville        | Kanada            | Cervélo–Bigla        | + 0"       |
| 7.   | Anouska Koster            | Holandia          | Rabo Liv             | + 0"       |
| 8.   | Carmen Small              | Stany Zjednoczone | Cervélo–Bigla        | + 0"       |
| 9.   | Hannah Barnes             | Wielka Brytania   | Canyon–SRAM          | + 0"       |
| 10.  | Alice Barnes              | Wielka Brytania   | Drops                | + 0"       |
|      |                           |                   |                      |            |
| 21.  | Eugenia Bujak             | Polska            | BTC City Ljubljana   | + 0"       |
| 42.  | Anna Plichta              | Polska            | BTC City Ljubljana   | + 0"       |
| 44.  | Małgorzata Jasińska       | Polska            | Alé–Cipollini        | + 0"       |